# Stand Proud
«Stand Proud» (estilizado como «STAND PROUD») es una canción interpretada por Jin Hashimoto, con letras escritas por Shoko Fujibayashi y música compuesta por Takatsugu Wakabayashi, junto con arreglos adicionales hechos por ZENTA. Es el primer tema de apertura para la serie de anime, JoJo's Bizarre Adventure: Stardust Crusaders. La canción fue publicada como sencillo el 23 de abril de 2014.

## Recepción crítica
«Stand Proud» tuvo un éxito moderado en las listas, alcanzando el puesto #13 en el Oricon Weekly Album Charts durante 2 semanas. En el Billboard Japan Hot 100, la canción debutó en el número #11. La canción también se posicionó en el puesto #3 en el Japan Hot Animation chart y en el Top Independent Albums and Singles charts, y #2 en el Hot Singles Sales charts.

## Lista de canciones
Todas las letras escritas por Shoko Fujibayashi, toda la música compuesta por Takatsugu Wakabayashi. 
| N.º  | Título                           | Duración |  |
| 1.   | «Stand Proud»                    | 4:38     |  |
| 2.   | «Stand Proud» (ORIGINAL KARAOKE) | 4:38     |  |
| 9:16 |                                  |          |  |